# Château de Courcelles (Saint-Brice-Courcelles)
Pour les articles homonymes, voir château de Courcelles.
Le château de Courcelles est une demeure bourgeoise de la banlieue de Reims.

## Histoire
Monsieur Jobert-Paquot a fait bâtir sa demeure par un architecte de Paris, qui lui a fait plutôt un petit palais qu'une maison de campagne. Cet architecte de Paris est Antoine-Martin Garnaud, il est prix de Rome en 1817. À Courcelles, il décida donc de construire une maison néoclassique sur un plan rectangulaire ayant une élévation sur deux niveaux. Les façades possèdent des percements réguliers de trois groupes de trois, rythmés par des colonnes surmontées de pilastres. La travée centrale est surmontée d'un fronton et forme un léger avant-corps.
Endommagé lors de la Première Guerre mondiale, il fut restauré en 1920, il est entouré d'un parc et ses façades, son salon du rez-de-chaussée et les toitures sont inscrites en 1999.

## Galerie
Le site :

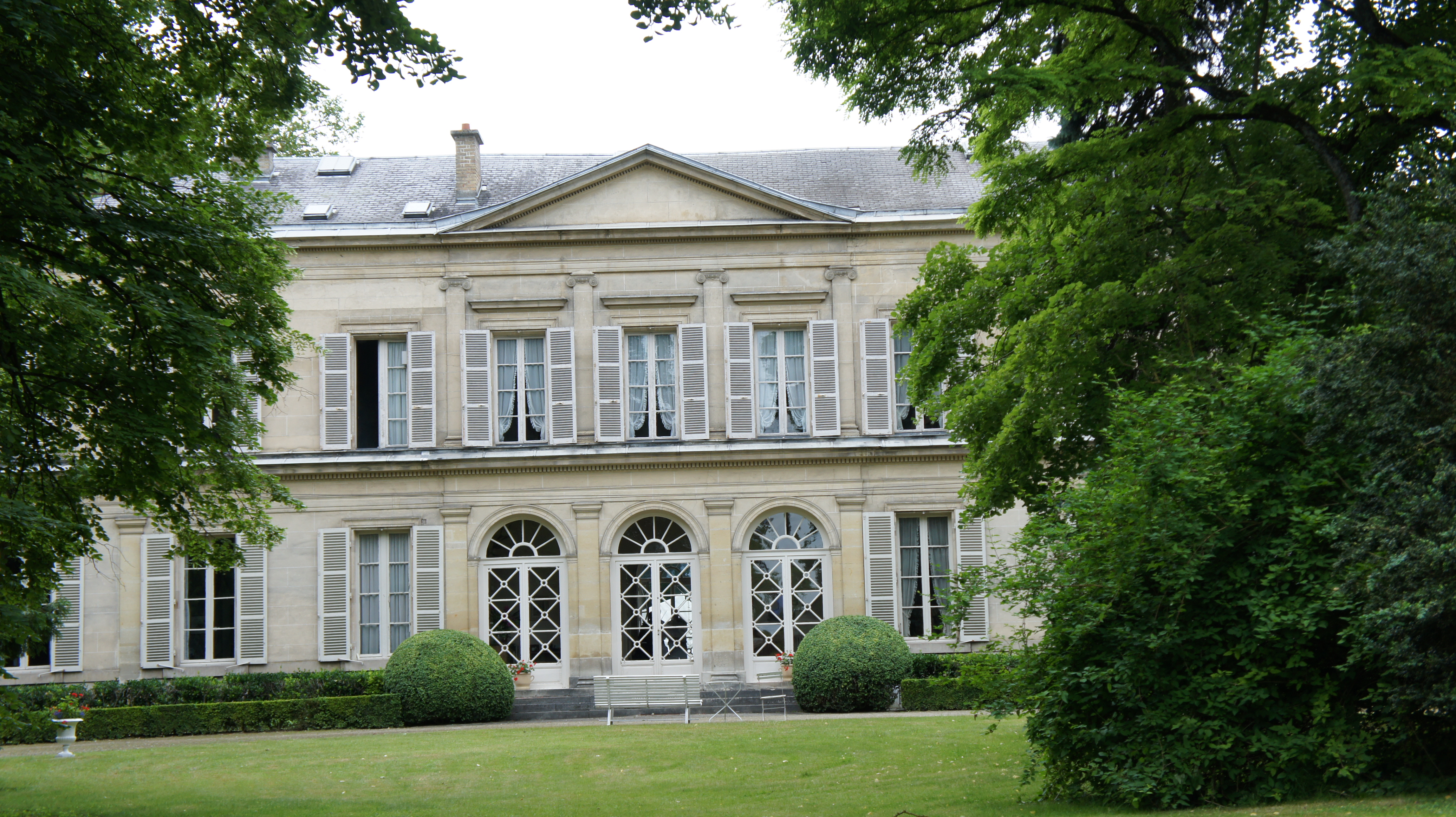
Façade est.
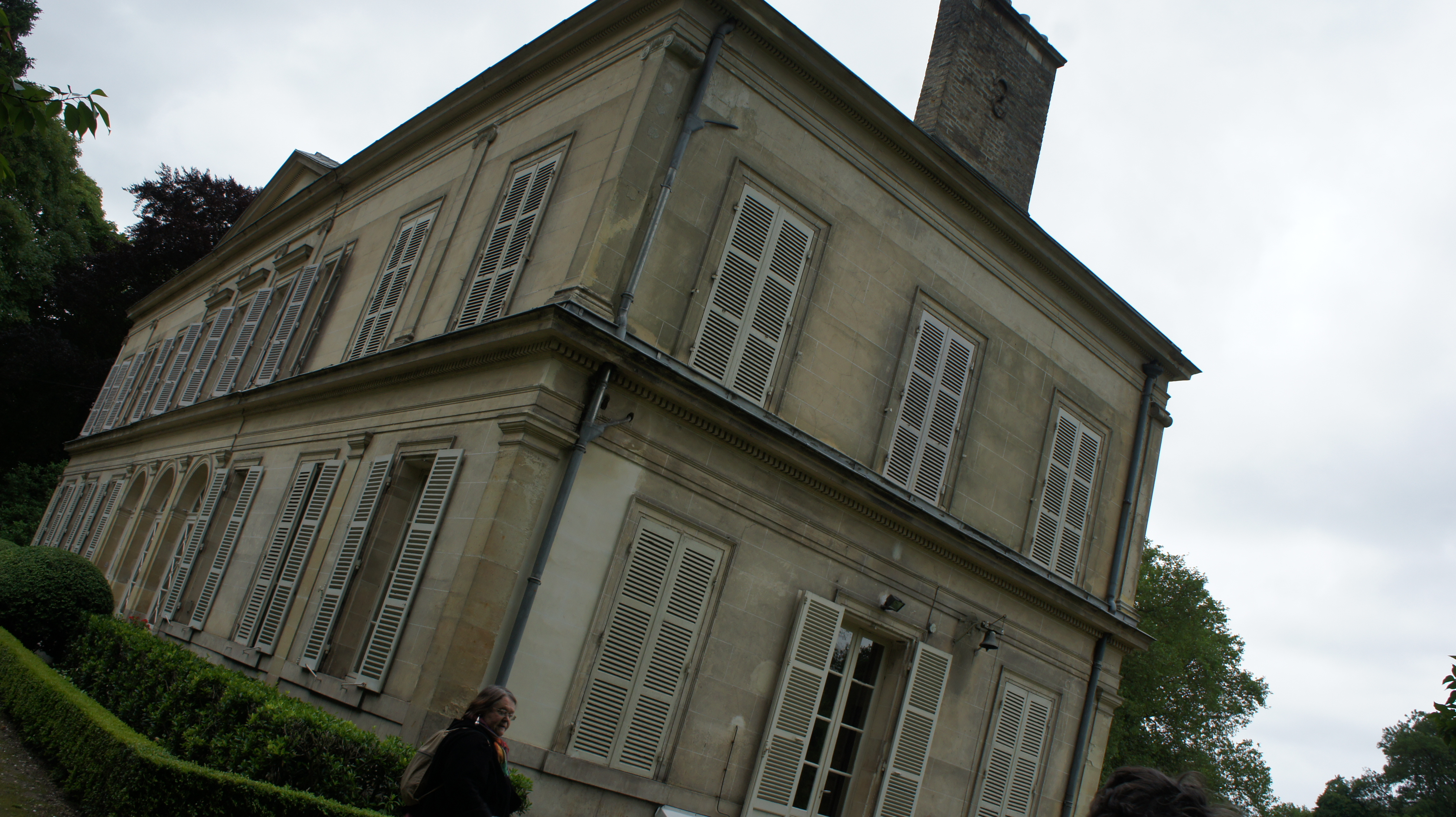
Façades nord et est.
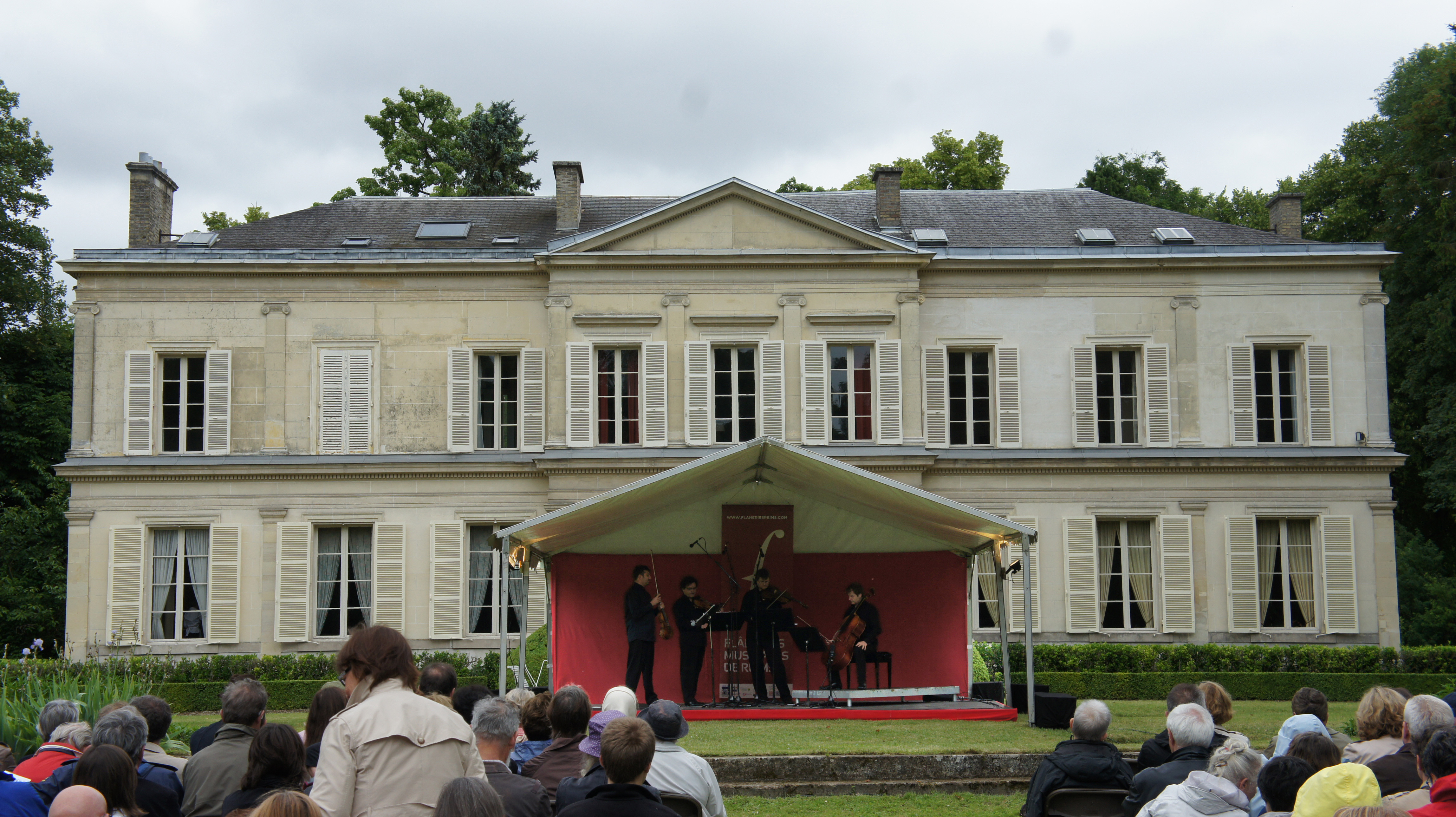
Façade sud lors des Flâneries musicales.